# Castiglione (Verona)
Castiglione è una località del comune italiano di Verona, considerata parte della frazione San Michele Extra.

## Geografia fisica
La località costituisce parte integrante della frazione di San Michele ed è, dunque, compresa nella Circoscrizione comunale Numero 7. Si trova a circa 5 km a sud di San Michele e una decina dal centro città. Sorge in una zona scarsamente urbanizzata a sud est del centro storico, all'estremità settentrionale della Bassa Veronese, tra la riva sinistra dell'Adige e il confine con San Martino Buon Albergo.